# Ocrepeira globosa
Ocrepeira globosa är en spindelart som först beskrevs av F. O. Pickard-Cambridge 1904.  Ocrepeira globosa ingår i släktet Ocrepeira och familjen hjulspindlar. Inga underarter finns listade i Catalogue of Life.